# Подкаменское
Подкаменское — исчезнувшее село в Киренском районе Иркутской области России. 
Располагалась  на левом берегу реки Лена между деревнями Салтыкова и Половинная (Алымовка) у подножия ленского утёса. Эти земли сейчас входят в Алымовское муниципальное образование. В 43 верстах к северо-востоку от города Киренска.

## История
Деревня отмечена в списке населённых мест Сибирского края 1929 года, как село Чечуйского района с 32 дворами и 177 жителями.
По состоянию на 1 января 1966 года числилось как деревня Подкаменка Алымовского сельсовета Киренского района.
На советской топографической карте O-49-13.1:500000 издания 1982 года село отмечено как нежилое.

## Достопримечательности
- разрушенный храм Николая Чудотворца[4].